# Jędzelek
Jędzelek (dawniej niem. Kleine Henselsee) – zanikające jezioro w woj. warmińsko-mazurskim, w pow. giżyckim, w gminie Miłki, leżące na terenie Krainy Wielkich Jezior Mazurskich.
Powierzchnia zwierciadła wody według różnych źródeł wynosi od 37,5 ha do 67,0 ha. 
Zwierciadło wody położone jest na wysokości 115,7 m n.p.m. lub 116,2 m n.p.m. Średnia głębokość jeziora wynosi 0,8 m, natomiast głębokość maksymalna 1,2 m.
Jędzelek połączony jest z Jeziorem Jagodnym. Jego powierzchnia w ciągu ostatnich kilkudziesięciu lat zmniejszyła się z 67 do 37,5 ha. Dno pokryte jest grubą warstwą mułu.